# 胡戈·容克斯
胡戈·容克斯（德語：Hugo Junkers，1859年2月3日—1935年2月3日）為普魯士萊因省出生的男性工程師、發明家，以及容克斯飛機與發動機製造廠的創辦者。
個人生平中曾申請了多達約380項的發明專利；其中包含了關於燃氣及柴油發動機的改良、金屬建築物、飛行機等相關技術。

## 生平
胡戈·容克斯的家庭背景為萊因省賴特市一間小型紡織工廠。在青年期間容克斯曾於柏林工業大學學習機械工程方面領域，並在畢業後一段短暫時間在父親經營的紡織廠擔任技術員，隨後則繼續進入阿亨工業大學就讀電子工程。
完成學業後容克斯在1895成立了一間關於燃氣器具的工廠（往後的容克斯飛機與發動機製造廠），並於1897年至1912年期間在母校阿亨工業大學擔任機械系教授。
1908年起容克斯轉向飛機方面的研究，其中曾開發出德國史上第一座關於飛機氣流試驗用的風洞。1910年容克斯在德紹開始設置關於量產飛機的製造廠，之後在第一次世界大戰期間的1915年，容克斯設計出史上首架全金屬打造機身的飛機「容克斯 J-1」，隨後衍生改造成J.I攻擊機於戰場上使用。
一次世界大戰結束後，容克斯另開發出史上首架全金屬打造、可4人乘坐的運輸機「容克斯 F.13」。1924年則設立了容克斯航空提供民間航運的服務。
之後因納粹在德國掌權，1933年容克斯被強迫要求交出容克斯飛機製造廠的所有經營權歸政府掌控。而容克斯隨後過著被軟禁監視的生活，並在1935年生日當天於高廷死去。

## 外部連結
- 德紹的容克斯博物館